# Cornelis van Vlooswijck
Cornelis van Vlooswijck (auch Van Vlooswyck und Van Vlooswijk) (* 1601 in Amsterdam; † 1687 ebenda) war ein Amsterdamer Regent des Goldenen Zeitalters.

## Biografie

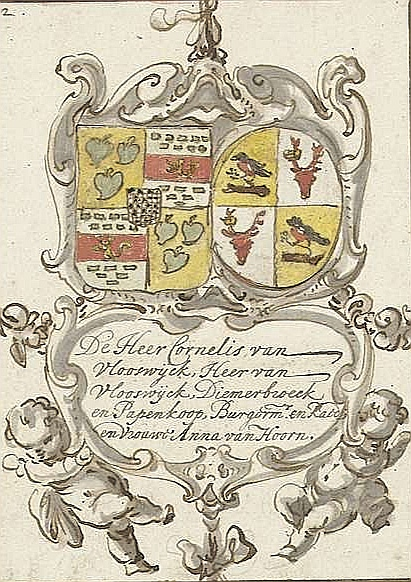
Wappen Cornelis van Vlooswijck (links) und seiner Ehefrau Anna van Hoorn

Cornelis entstammt dem patriziatischen Geschlecht der Van Vlooswijck. Er führte die Titel eines Heeren von Vlooswijck [aber erst 1649 durch Kauf], Diemerdam und Paepekoop. Seine Eltern waren Jan Claesz van Vlooswijck (1571–1652) und Neeltgen Jansdr Verburch (1571–1635). Er hatte drei Geschwister, Maria van Vlooswijck (1598–1656) – Ehefrau von Pieter Jansz van Hoorn und Everard van Weede, heer van Dijkveld, Jan Verburgh van Vlooswijck (1599–1631) – verlobt mit Christina de Graeff (1609–1679), Frau der Herrlichkeit  Engelenburg und Anna van Vlooswyck – verehelicht mit Jacob de Wael. Cornelis van Vlooswijck selbst ehelichte Anna van Hoorn (1608–1666), mit der zahlreiche Nachkommen hatte.
1649 kaufte Cornelis van Vlooswijck von Ferdinand Filips van Merode  die Herrlichkeiten Vlooswijk und Wulverhorst.
Im Jahre 1651 wurde Van Vlooswijck zum Kommissar für Seeangelegenheiten benannt. Im Jahre 1652 wurde er Schepen. Seine Amtszeiten als Bürgermeister fielen in die Jahre 1656, 1660, 1661, 1666, 1668, 1669 und 1671. Weiters war er im Jahre 1667 Schatzmeister der Stadt gewesen.
Im Jahre 1660 war Van Vloosywijck nebst Johan Huydecoper van Maarsseveen, Coenraad van Beuningen und Pieter de Groot Amsterdams Gesandter zu König Karl II. um ihn in Den Haag zu seiner erneuten Thronbesteigung zu beglückwünschen. Zu Anfang des Jahres 1671 eskalierte der Machtstreit zwischen der Oranier-Partei Gillis Valckeniers und Van Beuningens und der staatsgesinnten Republikanerpartei um Andries de Graeff (über seine Großmutter Agniet Pietersdr van Neck ein weitschichtiger Cousin von Van Vlooswijck) und Van Vlooswijck insofern, als die siegreichen Republikaner die oranisch Gesinnten aus der Regierung ausschlossen. Durch die außenpolitischen Geschehnisse des Rampjaar 1672 forderten in der daraus resultierenden innenpolitischen Auseinandersetzung zwischen Monarchisten und Republikanern große Volksmassen den Rücktritt von Ratspensionär Johan de Witt und die Wiedereinsetzung der Oranier als Statthalter. In Amsterdam verlangten große Teile der Bewohner, dass die Amsterdamer Vroedschap von den Vertrauten und Parteigängern des De Witt gesäubert werden muss. An Mauern in der Stadt war die Aufschrift zu lesen: Seid auf der Hut, Bürger, die Verräter sind wieder aktiv. Es sind: Reinst, van Vlooswijk, de Graeff, Outshoorn, Hooft, Pol, Bontemantel. Schlussendlich aber, blieb Van Vlooswyck trotz seiner republikanischen Gesinnung einer der wenigen Amsterdamer Regenten, welche durch den neuen Statthalter Wilhelm III. von Oranien nicht aus der Regierung entfernt wurden.
Der Dichter und Poet Joost van den Vondel hatte im Jahre 1660 einen Vers auf Van Vlooswijck verfasst.